# 10258 Sárneczky
10258 Sárneczky è un asteroide della fascia principale. Scoperto nel 1940, presenta un'orbita caratterizzata da un semiasse maggiore pari a 3,1591043 au e da un'eccentricità di 0,0933356, inclinata di 14,19508° rispetto all'eclittica.
L'asteroide è dedicato all'astronomo ungherese Krisztián Sárneczky.